# Comté de Windsor
Le comté de Windsor est situé dans le sud-est de l'État américain du Vermont. La ville siège du comté est Woodstock bien que sa ville la plus peuplée soit Hartford. Selon le recensement de 2020, sa population est de 57 753 habitants.

## Géographie

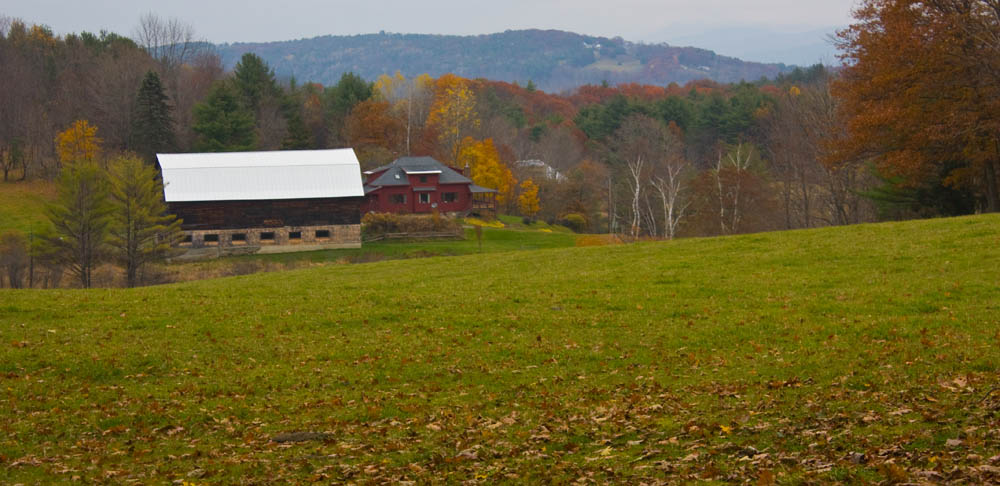
Paysage typique du comté à Norwich.

La superficie du comté est de 2 527 km2, dont 2 515 km2 de terre. Le fleuve du Connecticut borne l'est du comté. Le sol produit des récoltes de céréales, de foin, des légumes et des fruits : les terres sont particulièrement adaptées pour le pâturage des animaux.

## Aires naturelles protégés
Le comté comprend trois parcs nationaux : une partie de la forêt nationale de Green Mountain, l'aire nationale de récréation Robert T. Stafford White Rocks et le parc historique national Marsh-Billings-Rockefeller (en).

## Démographie
Le comté de Windsor est l'un des rares comtés du Vermont à avoir perdu des résidents entre les recensements de 2000 et 2010. Lors du recensement de 2000, il y avait 57 418 résidents alors qu'en 2010 leur nombre est de 56 670.
En 2007, le Bureau du recensement des États-Unis estime que le comté de Windsor a l'âge le plus avancé dans l'État du Vermont, soit 44,7 ans en moyenne pour les résidents.
- sources du graphique des recensements[3],[4],[5]:

## Politique fédérale
| Année | Démocrate    | Républicain  |
| ----- | ------------ | ------------ |
| 2008  | 68.8% 21,444 | 29.1% 9,084  |
| 2004  | 60.3% 18,561 | 37.4% 11,491 |
| 2000  | 51.9% 15,140 | 40.2% 11,713 |

## Comtés adjacents
- Comté d'Orange (nord-est)
- Comté de Grafton (New Hampshire) (nord-est)
- Comté de Sullivan (New Hampshire) (est)
- Comté de Windham (sud)
- Comté de Bennington (sud-ouest)
- Comté de Rutland (ouest)
- Comté d'Addison (nord-ouest)